# まもりあいJAPAN
まもりあいJAPAN（まもりあいジャパン）とは、新型コロナウイルス感染症（COVID-19）において陽性患者と濃厚接触した恐れのある人に通知を送るアプリとしてコード・フォー・ジャパンが開発し、GitHub上に公開したもの。2020年5月8日に厚生労働省が「新型コロナウイルス陽性判定者との濃厚接触ほか各種関連情報を迅速に通知するスマートフォンアプリ」を公式に導入することを決定し、これを受けて開発を取りやめた。